# 홍덕영
홍덕영(洪德泳, 1926년 5월 5일, 함흥~2005년 9월 13일)은 대한민국의 전직 축구 선수이자 전직 축구 지도자로 대한민국의 축구 선수로서 첫 해외 원정, 첫 하계 올림픽, 첫 FIFA 월드컵에 출전했던 한국 축구의 1세대 중 하나이다.

## 선수 시절
1926년 5월 5일 함경남도 함흥시에서 태어나 함흥고등보통학교와 고려대학교(당시 보성전문학교)를 졸업한 후 1948년 하계 올림픽을 통해 대한민국 축구 역사상 첫 국제 경기에 참가하여 당시 첫 경기의 상대인 현 북중미의 강호 멕시코를 1라운드에서 5-3으로 꺾고 8강에 진출했지만 8강에서 유럽의 강호 스웨덴을 상대로 졸전을 벌인 끝에 결국 0-12라는 대한민국 축구 역사상 국제 경기 최다 점수차 패배를 당하며 4강 진출에 실패했다.
그 후 6.25 전쟁이 종식된지 1년이 채 되지 않았을 무렵 1954년 FIFA 월드컵 아시아 지역 예선에서 일본을 상대로 1차전에서 5-1로 승리했고 2차전에서는 2-2로 비기며 1승 1무로 대한민국 축구 역사상 첫 월드컵 본선 무대를 밟게 된다.
그리고 약 2개월 뒤이자 월드컵 개막 1개월 전에 열린 1954년 아시안 게임에도 출전하여 은메달이라는 대한민국 축구 역사상 아시안 게임 최초의 메달 획득에도 크게 공헌한 바가 있다.
홍덕영은 훗날 1954년 3월 7일 일본 도쿄에서 열렸던 월드컵 아시아 지역 예선 경기를 가장 인상적인 경기로 기억했는데 그는 "일본 땅에 처음 펄럭이는 태극기와 애국가 연주를 들으면서 느꼈던 뭉클한 기억을 죽어서도 잊지 못할 것"이라고 밝혔다.
하지만 정작 본선에서는 당시 세계 최강국인 헝가리에 0-9, 같은 월드컵 처녀 출전국인 튀르키예에 0-7이라는 엄청난 점수로 패배하며 세계 축구의 높은 벽을 실감한 채 귀국했는데 특히 헝가리전에서 홍덕영은 푸슈카시 페렌츠의 강력한 슈팅 때문에 공포에 질리기도 했으며 결국 이 대회 2경기에서 16골을 실점하고 말았다.

## 은퇴 이후
선수 생활을 접은 후 1957년부터 1967년까지 국제심판으로 활동한 뒤 1959년부터 1962년까지 모교인 고려대학교, 1969년부터 1976년까지 서울은행의 감독을 맡으며 수많은 제자들을 길러냈다.
그리고 국가대표 감독(1970년 ~ 1971년)도 역임했고 1974년에는 국제축구연맹에서 주는 심판특별상을 받기도 했으며 대한축구협회 이사를 거쳐 1985년부터 1986년까지 대한축구협회 부회장을 역임한 뒤 자국에서 열린 2002년 FIFA 월드컵 조직위원회 위원으로도 활동하며 대한민국 축구 역사상 첫 월드컵 4강 신화에 이바지했다. 
그는 대한민국 축구 역사의 시작을 알렸던 축구인 중 하나였고 20세기 한국축구의 거목 7인 중 하나로서 2005년 고(故) 김용식, 거스 히딩크 감독 등 여섯 명과 함께 대한축구협회가 선정한 '명예의 전당'에 이름을 올리기도 했으며 말년에 그는 당뇨 합병증으로 시력을 잃은데다 발가락 절단 수술을 받는 등 힘겨운 투병생활을 했다.

## 축구 경력
- 고려대학교
- 1948년 하계 올림픽 대표
- 1954년 FIFA 월드컵 대표
- 국제 심판(1957년~1967년)
- 고려대학교 감독(1959년~1962년)
- 서울은행 감독(1969년~1976년)
- 대한민국 축구 국가대표팀 감독(1970년~1971년)
- 2002년 FIFA 월드컵 조직위원회 위원
- 대한민국 20팀 감독 2002.~2009.3.2.

## 수상 경력
- FIFA 국제축구연맹 심판특별상(1974년)
- 축구 명예의 전당 선수부문 헌액 (2005년)[2]